# Vennhausen
Vennhausen, Düsseldorf-Vennhausen — dzielnica miasta Düsseldorf w Niemczech, w okręgu administracyjnym 8, w kraju związkowym Nadrenia Północna-Westfalia, w rejencji Düsseldorf.  